# Adriatica Ionica Race
Adriatica Ionica Race er et italiensk etapeløb i landevejscykling som er en del af UCI Europe Tour, hvor det er placeret i kategorien 2.1. Det bliver for første gang arrangeret i 2018.

## Vindere
| År   | Vinder            | Toer               | Treer          |        |
| ---- | ----------------- | ------------------ | -------------- | ------ |
| 2018 | Iván Sosa         | Giulio Ciccone     | Ildar Arslanov |        |
| 2019 | Mark Padun        | Ben Hermans        | James Knox     |        |
| 2020 | aflyst            | aflyst             | aflyst         | aflyst |
| 2021 | Lorenzo Fortunato | Merhawi Kudus      | Vadim Pronskij |        |
| 2022 | Filippo Zana      | Natnael Tesfatsion | Vadim Pronskij |        |
| 2023 | aflyst            | aflyst             | aflyst         | aflyst |
| 2024 | aflyst            | aflyst             | aflyst         | aflyst |